# Spyro: A Hero's Tail
Spyro: A Hero's Tail er det femte spil i Spyro-seriens originale historie, og den niende udgivelse i hele serien. Spillet blev udviklet af Eurocom, og var det første spil i serien der blev udgivet til Xbox, samt de andet spil i serien der blev udgivet til GameCube og PlayStation 2. Spillet er desuden det sidste spil i seriens originale historie.
Figurer i spillet inkluderer blandt andre: Hunter, The Professor, Zoe, Moneybags, Sgt. Byrd, Red, Ineptune, Gnasty Gnorc.